# Les Quatre Merveilles de Rome
Les Quatre Merveilles de Rome est une expression très utilisée aux XVIIIe et XIXe siècles. Elle se réfère, sur la foi d'une appréciation populaire fondée sur le faste et la notoriété, à quatre palais de la noblesse romaine. Chacun de ces palais porte aussi un surnom populaire  inspiré de leur forme ou d'un détail qui le caractérise ; ce sont : « le dé Farnèse », « le clavecin Borghèse », « l'échelle de Caetani » (aujourd'hui des Ruspoli) et « le portail de Carboniani ».
- le dé évoque la forme carrée du palais Farnèse (actuellement Ambassade de France)
- le clavecin rappelle celle du Palais Borghèse (actuellement Ambassade d’Espagne)
- l'échelle rappelle l'escalier monumental du Palais Ruspoli constitué de 120 blocs de marbre et construit par Martino Longhi le Jeune
- le portail de Carboniani est celui du Palais Sciarra-Colonna

## Galerie

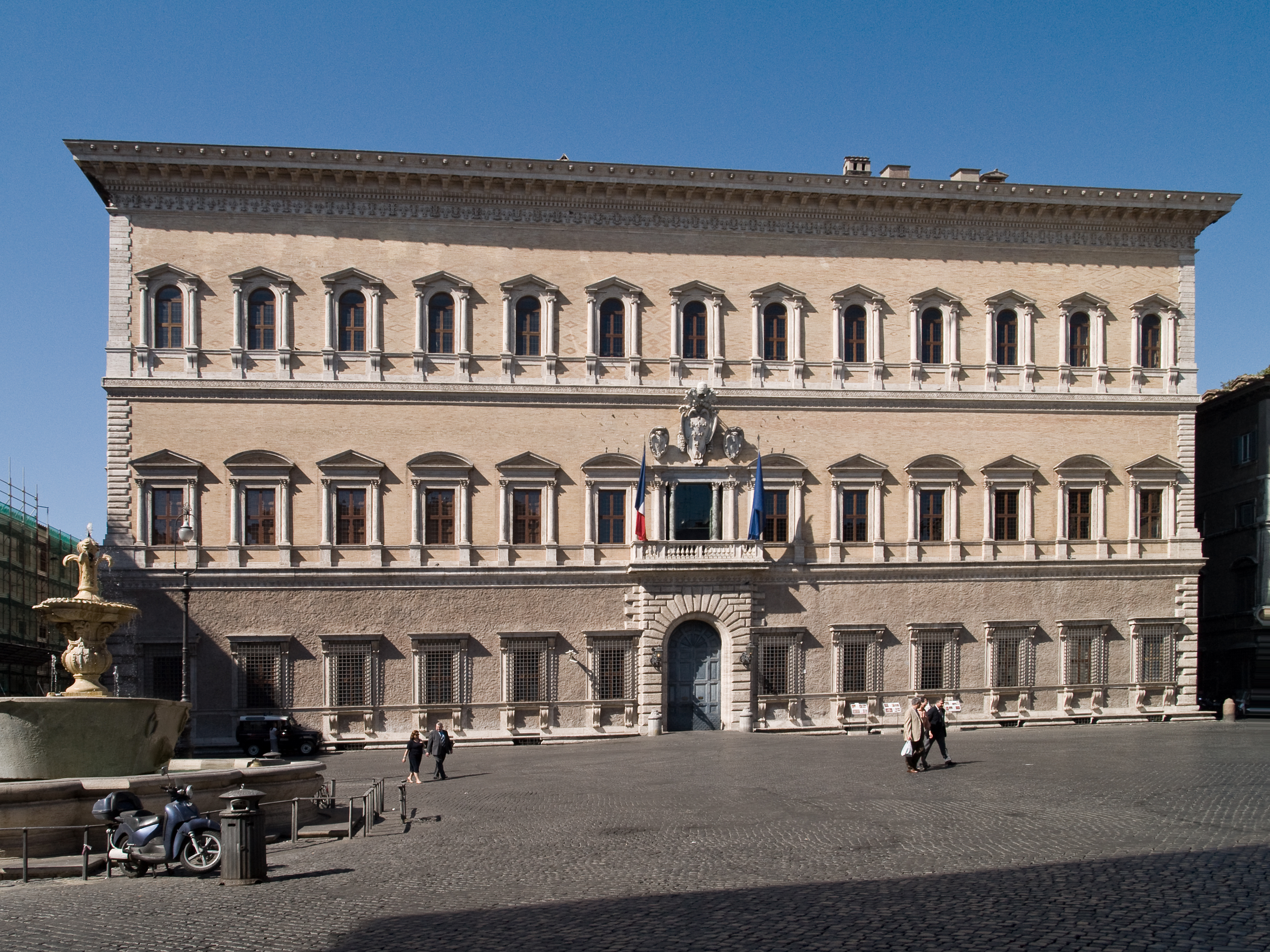
Palais Farnèse
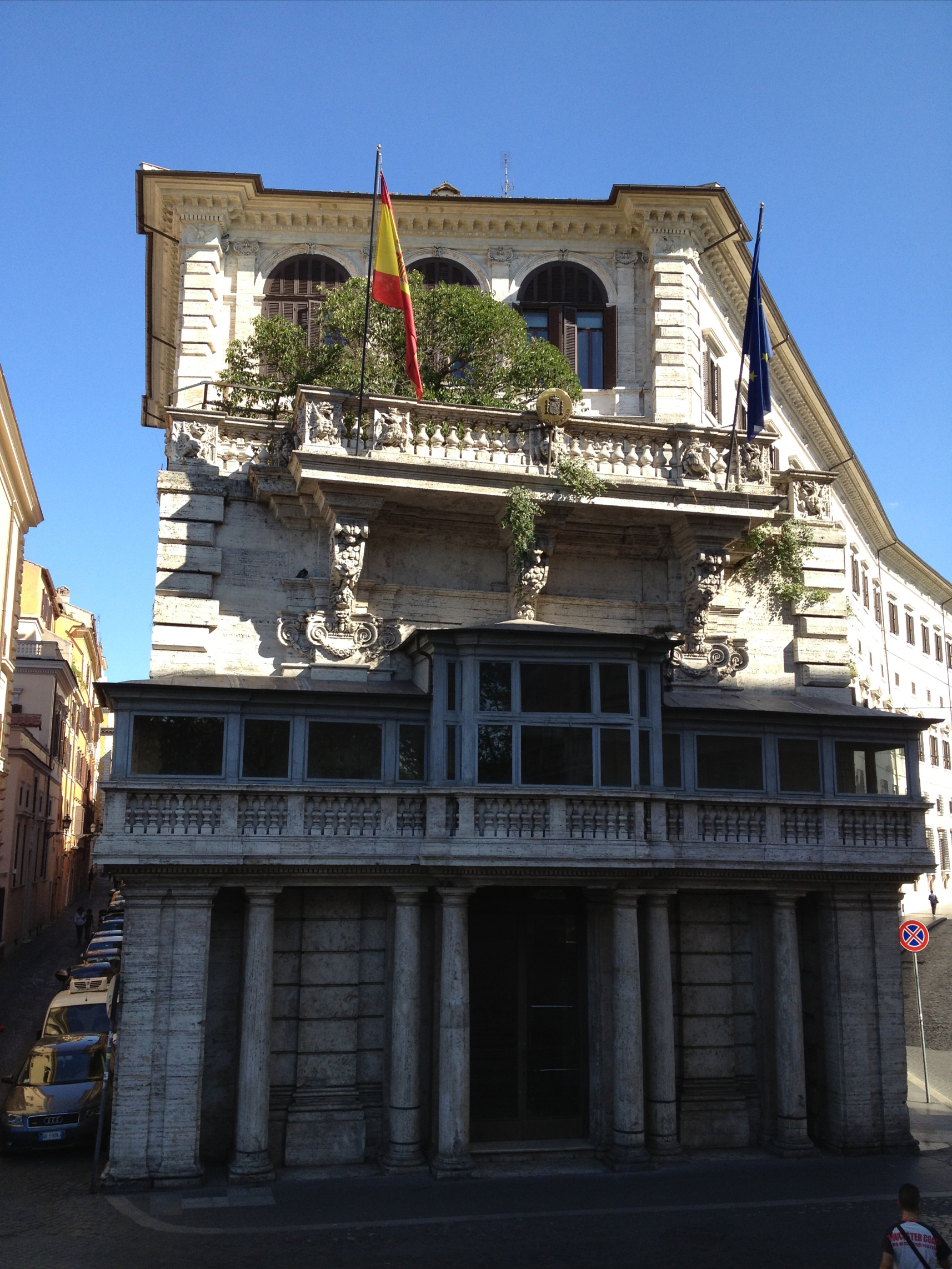
Palais Borghèse